# Steuerungskonzept
Ein Steuerungskonzept bezeichnet einen Plan zur Realisierung im Sondermaschinenbau. Das Steuerungskonzept wird für die Steuerungstechnik benötigt. Es beschreibt den kompletten elektrischen Aufbau einer Sondermaschine, um die Planung, Bestellung und  SPS-Programmierung durchzuführen.

## Elemente eines Steuerungskonzeptes
Zwar sind Sondermaschinen Einzelanfertigungen, doch sind in der Regel erforderlich:
- SPS-Steuerungen[2][3]
- Schaltschrank[1] als Ort für die SPS, im Wesentlichen jedoch für die Energieversorgung.
- IT-Hardware[2], die die Einbindung in die Fertigungssteuerung bieten soll und von der Maschine abgesetzte Programmierung ermöglicht.
- Elektrische Antriebe[1], die für die Funktionalität und Energieeffizienz der Maschine wesentlich sorgen.
- Arbeitssicherheit[4][5]. ist bei Sondermaschinen verstärkt schon bei der Planung zu betrachten und auszuweisen.

Der Bezug zu den mechanischen Gegebenheiten des Maschinenbaus kann bei Sondermaschinen um die räumlichen Forderungen ihrer Anwendung erweitert sein.